# Heilig Gábor
Heilig Gábor (Budapest, 1949. október 27. –) magyar zeneszerző, szövegíró, előadóművész.

## Élete
Heilig Márton és Klein Margit gyermekeként született.
1966-ban jelentek meg első dalai (Aki rózsát kap, Falba verem a fejem). Női fodrászként és maszkosként dolgozott.
1972 óta csak a zenével foglalkozik. Megalapította a Kerek-Perec együttest. 1975-ben az Apostol, 1976 és 1979 között a Gemini együttesben, 1980-tól pedig néhány éven át a Bojtorján együttes kültagjaként játszott. Később önálló előadóként, majd Ihász Gáborral dolgozott együtt (Te és én, Állj meg kislány).
1982-ben Eszményi Viktóriának írta a Vidéki lány vagyok című dalt, majd négy nagylemezt (Nekem Ő a legszebb, Veled és nélküled). Musicaljét (Császárok) bemutatta a Magyar Televízió. Színházi és filmzenéket írt, dolgozik gyerekeknek (Három kívánság) és a Rádiókabarénak. A 100 Folk Celsius együttes tagja, négy nagylemezt írt velük. 2018-tól Orbán József halála után visszatért az együttesbe.
2023. november 12-én emlékestet tartott a Gemini együttes. Műsorvezető: B. Tóth László, Baranski László – gitár, Bardóczi Gyula – dob, Heilig Gábor – basszusgitár, ének, Markó András – orgona, ének, Victor Máté – ének, Kovács Péter (Kovax)  – zongora, ének, és Porvay György László – basszusgitár.

## Magánélete
1983-ban Eszményi Viktória lett a felesége. Egy fiuk született, Tamás (1983).

## Lemezei
- Nekem ő a legszebb (1984)
- Veled és nélküled (1986)
- A zapa meg a zanya (1991)
- Tátika (1992)

## Díjai
- Kollektív Pulitzer-díj (2000)
- A Magyar Rádió többszörös nívódíjasa